# Biedaków (Święcica)
Biedaków – część wsi Święcica  w Polsce położona w województwie lubelskim, w powiecie chełmskim, w gminie Wierzbica.
W latach 1975–1998 Biedaków położony był w województwie chełmskim.